# Прохоровка (станция)
Про́хоровка — железнодорожная станция Белгородского региона Юго-Восточной железной дороги РЖД, расположена на двухпутном электрифицированном участке Курск — Белгород Крымского исторического железнодорожного хода в одноимённом посёлке городского типа.

## Пассажирское сообщение

### Пригородное сообщение
Осуществляется по направлению:
- Белгород — Курск

### Поезда дальнего следования
| Круглогодичное обращение поездов | Круглогодичное обращение поездов | Круглогодичное обращение поездов | Круглогодичное обращение поездов |
| № поезда                         | Маршрут движения                 | № поезда                         | Маршрут движения                 |
| -------------------------------- | -------------------------------- | -------------------------------- | -------------------------------- |
| 71 «Белогорье»                   | Москва — Белгород                | 72 «Белогорье»                   | Белгород — Москва                |
| 81                               | Санкт-Петербург — Белгород       | 82                               | Белгород — Санкт-Петербург       |
| 123                              | Новосибирск — Белгород           | 124                              | Белгород — Новосибирск           |
| 741                              | Москва — Белгород                | 742                              | Белгород — Москва                |

| Сезонное обращение поездов | Сезонное обращение поездов | Сезонное обращение поездов | Сезонное обращение поездов |
| № поезда                   | Маршрут движения           | № поезда                   | Маршрут движения           |
| -------------------------- | -------------------------- | -------------------------- | -------------------------- |
| 287                        | Воркута — Белгород         | 288                        | Белгород — Воркута         |
| 689                        | Старый Оскол — Белгород    | 690                        | Белгород — Старый Оскол    |

## История
Станция Прохоровка была введена в эксплуатацию в 1869 году в составе Курско-Харьковско-Азовской железной дороги. Станция получила название от располагавшейся в 9 верстах от неё слободе Прохоровке (по другой версии по фамилии инженера-путейца В. И. Прохорова, ответственного за её строительство).
Станция была оккупирована нацистами в ноябре 1941 года.
В мае — июле 1943 года, перед и во время Курской битвы, весной 1943 года на станции Прохоровка были построен советский военный ложный аэродром для 5-го ИАК 2-й воздушной армии СССР (командующий генерал авиации Степан Красовский) Строительство аэродрома осуществили 5-я инженерно-минная бригада РГК (командир подполковник В. Н. Столяров), маскировочная служба аэродромов 2-й ВА (начальник майор В. И. Лукьянов) и мобилизованные местные жители, всего в Прохоровском районе на строительство восьми аэродромов весной 1943 года было мобилизовано 1015 человек. Фальшивые аэродромы также были построены в сёлах Грязном (Белгородская область), Радьковка (Белгородская область) и Масловка (Прохоровский район). На ложном аэродроме находилась команда сапёров из 4 человек и красноармейцев из трёх человек, которые передвигали установленные макеты самолётов в соответствии с направлением ветра, изготовляли, ремонтировали после вражеских налётов, «маскировали» макеты, имитировали стартовую службу и «обжитость» аэродрома. На аэродроме было сделано несколько видимых самолёто-укрытий (капониров), было установлено открыто по 11-18 макетов самолетов, от 3 до 8 макетов автомашин, построены две или три наблюдательные вышки и по три макета зенитных орудий; установлено от 12 до 18 чучел людей.
В ходе Великой Отечественной войны 12 июля 1943 года в районе станции Прохоровка и села Александровского произошло сражение под Прохоровкой — крупнейшее встречное танковое сражение Второй мировой войны, где с обеих сторон участвовало свыше 1200 единиц танков и самоходных орудий.
В октябре 1960 года участок Курск — Белгород был электрифицирован (система постоянного тока напряжением 3 кВ), через станцию Прохоровка стали ходить пригородные электропоезда.
20 сентября 1968 года посёлок городского типа Александровский, в западной части которого находилась станция, был переименован в Прохоровку.

## Перспективы развития
В рамках «Стратегии развития железнодорожного транспорта до 2030 года» планируется модернизация линии Москва — Прохоровка — Белгород..